# 감각 차단 탱크

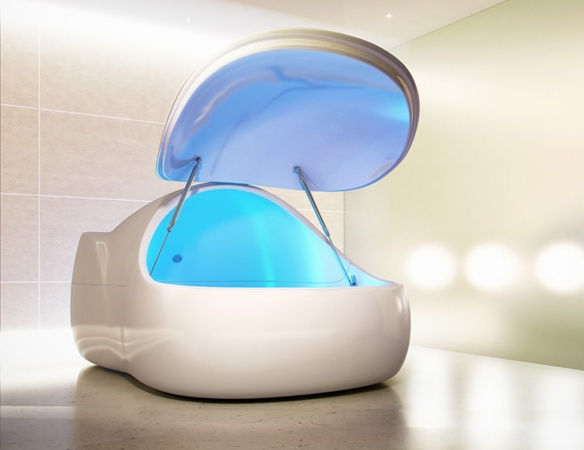
현대적인 감각 차단 탱크

감각 차단 탱크(영어: sensory deprivation tank, isolation tank, float tank, flotation tank, sensory attenuation tank)는 피부와 같은 온도의 소금물로 채워서 안에 들어간 사람을 띄우는, 빛과 소리를 차단하는 탱크다. 구체적으로 탱크 내부에 10인치 깊이의 물에 황산마그네슘(MgSO4)으로 구성된 엡솜소금(epsom salt)을 용해하여 만든다. 감각 차단 탱크는 1954년에 감각 차단의 효과를 시험하기 위해 최초로 사용되었다. 이후 대체 의학으로서 감각 차단 탱크는 알려졌지만 실제 효과는 입증되지 않았다.

## 역사
감각 차단 탱크는 1954년에 의료 종사자이자 정신과 의사인 존 릴리가 개발하였다. 릴리는 미 국립정신건강연구소(NIMH)에서 정신분석을 배우는 동안 감각 차단을 실험했다. 그는 10년 간의 정신 활성 물질을 사용하지 않은 실험 끝에 환각제 투여를 곁들인 신체 부양을 실험했다. 특히 LSD를 주로 사용했는데 당시에는 미국에서 LSD가 합법이었다.
1981년에는 감각 차단 탱크 판매&대여 산업의 규모가 4백만 달러에 달했으며, 시장이 1980년에 개봉된 영화 '상태 개조'에 자극받아 성장할 것이라고 예측되었다. 업계의 관계자에 따르면 1980년대에는 AIDS가 유명세를 얻었고, 다른 사람과 같은 물을 쓰는 것에 대한 꺼림칙함으로 인해 신체부양소의 인기가 줄어들었다. 신체부양은 2013년까지는 미국보단 유럽에서 인기있었지만 샌프란시스코 근처에서 인기가 점점 상승하고 있었다. 당시 제일 싼 탱크의 가격은 $10,000에 달했고 한 시간 동안의 부양 체험 비용은 $70 정도였다.

## 실증적인 의학적 연구
파인스타인 박사는 로리엇뇌연구소Laureate Institute for Brain Research의 부유 치료 연구 센터Float Clinic and Research Center (FCRC)의 연구소장이다.
FCRC의 임무는 신체 부양이 몸과 뇌에 끼치는 효과를 조사하고, 불안과 PTSD에 시달리는 환자의 정신 건강의 치료 방식으로서의 잠재성을 탐색하는 것이다.
그의 발표는 최근의 부양-fMRI 연구에서 결과를 이끌어내어, 어떻게 인간의 뇌가 신체 부양 체험을 통해 바뀌는지에 대해 최초로 규명해낼 것이다.

## 유명한 애용자
육상선수인 칼 루이스는 1988 서울 올림픽에서 멀리뛰기 금메달을 따기 위해 탱크 안에서 시각화 기술을 사용했다.
노벨상을 수상한 물리학자인 리차드 파인만은 그의 저서 '파인만 씨, 농담도 잘하시네!'에서 그의 감각 차단 탱크 속의 경험에 대해 논했다.
NBA MVP를 두 번 수상한 스테픈 커리는 2주에 한 번씩 정기적으로 감각 차단 탱크를 사용한다.
스탠드업 코미디언이자 무술 보조해설자인 조 로건은 그의 팟캐스트 '조 로건 익스피리언스'에서 그의 감각 차단 탱크 애용에 대해 논했다.

## 같이 보기
- 마음챙김

## 참고 자료
- 상태 개조: 릴리의 실험에 기반한, 1980년에 개봉된 영화
- 암흑 침잠
- 죄수의 시네마
- 환각 경험
- 감각 차단
- 기묘한 이야기
- 프린지